# Уборки (Репкинский район)
Уборки (укр. Уборки) — упразднённое село в Репкинском районе Черниговской области Украины. Было подчинено Грибовскому сельсовету.

## История
По данным на 1937 год село Уборки и Хутора Уборки изображены на местности. Решением исполкома Черниговского областного совета было снято с учёта.

## География
Было расположено на болотном массиве реки Сухой Вир, западнее ж/д линии Чернигов—Горностаевка — севернее сёл Пилипча и Чудовка. По данным местности на 1986 год здесь расположены машинно-тракторная станция, буровые скважины. Южнее автодороги кладбище